# پاسکولیزوماب
پاسکولیزوماب (انگلیسی: Pascolizumab)نوعی آنتی‌بادی مونوکلونال انسانی است که با هدف درمان آسم طراحی شده‌است.

## مکانیسم اثر
این دارو مهارکننده اینترلوکین ۴ می‌باشد.

## کاربردها
پاسکولیزوماب در حال حاضر مراحل آزمایشگاهی را می‌گذراند و هنوز فاقد کاربرد تشخیصی یا درمانی در انسان می‌باشد.